# Olesja Forševová
Olesja Alexandrovna Forševová rozená Krasnomovecová (rusky Олеся Александровна Форшева (Красномовец); * 8. července 1979, Nižnij Tagil) je bývalá ruská atletka, jejíž specializací byla hladká
čtvrtka.
Jejím největším individuálním úspěchem je titul halové mistryně světa z roku 2006 a stříbrná medaile z halového MS v maďarské Budapešti 2004. Stříbro na hladké čtvrtce vybojovala také na halovém ME 2011 v Paříži. Na HMS 2004 v Budapešti byla členkou štafety na 4 × 400 metrů, která zaběhla nový světový rekord, jehož hodnota byla 3:23,88. Na rekordu se dále podílely Olga Kotljarovová, Taťána Levinová a Natalja Nazarovová. 28. ledna 2006 ve skotském Glasgow byl světový rekord vylepšen na hodnotu 3:23,37. Na rekordu se opět podílela Olesja Forševová a Olga Kotljarovová a dále Julija Guščinová a Olga Zajcevová.

## Osobní rekordy
Její halový osobní rekord 50,04 s ji řadí na šesté místo v dlouhodobých tabulkách. Rychleji zaběhly čtvrtku v hale jen Britka Nicola Sandersová, Němka Sabine Buschová a pod 50 sekund se dostalo trio Taťána Kocembová, Natalja Nazarovová a držitelka světového rekordu Jarmila Kratochvílová.
Je držitelkou halového světového rekordu na méně často vypisované trati, běhu na 500 metrů. V roce 2006 zaběhla trať v čase 1:06,31.
- 400 m (hala) – 50,04 s – 18. února 2006, Moskva
- 400 m (dráha) – 50,19 s – 5. července 2004, Tula

## Osobní život
Jejím manželem je od roku 2005 ruský sprinter Dmitrij Foršev.